# Hymn Johoru
Lagu Bangsa Johor – hymn malezyjskiego stanu Johor. Słowa napisał Haji Mohamed Said bin Haji Sulaiman, a melodię skomponował ormiański dyrygent Mackertich Galistan.
Hymn został przyjęty w 1897 roku, jednakże do 1914 nie posiadał słów. Oryginalny tekst był napisany w języku angielskim, jego autorem był bankier Hubert Allen Courtney, później słowa zostały przetłumaczone na malajski przez kapitana Haji'ego Mohameda Saida.
Tekst
Allah peliharakan Sultan

'Nugerahkan dia segala kehormatan

Sihat dan ria, kekal dan makmur

Luaskan kuasa menaungkan kami

Rakyat dipimpini berzaman lagi

Dengan merdeka bersatu hati

Allah berkati Johor

Allah selamatkan Sultan.